# Голубой дворец (Черкассы)
Голубой дворец (укр. Блакитний палац) — кирпичное двухэтажное здание в Черкассах, Украина, памятник архитектуры конца XIX века. Расположено в центре города, на углу Крещатика и улицы Евстафия Дашковича. Одно из ранних, но вполне характерных произведений Владислава Городецкого, позже прославившегося киевским костёлом Святого Николая и знаменитым Домом с химерами.

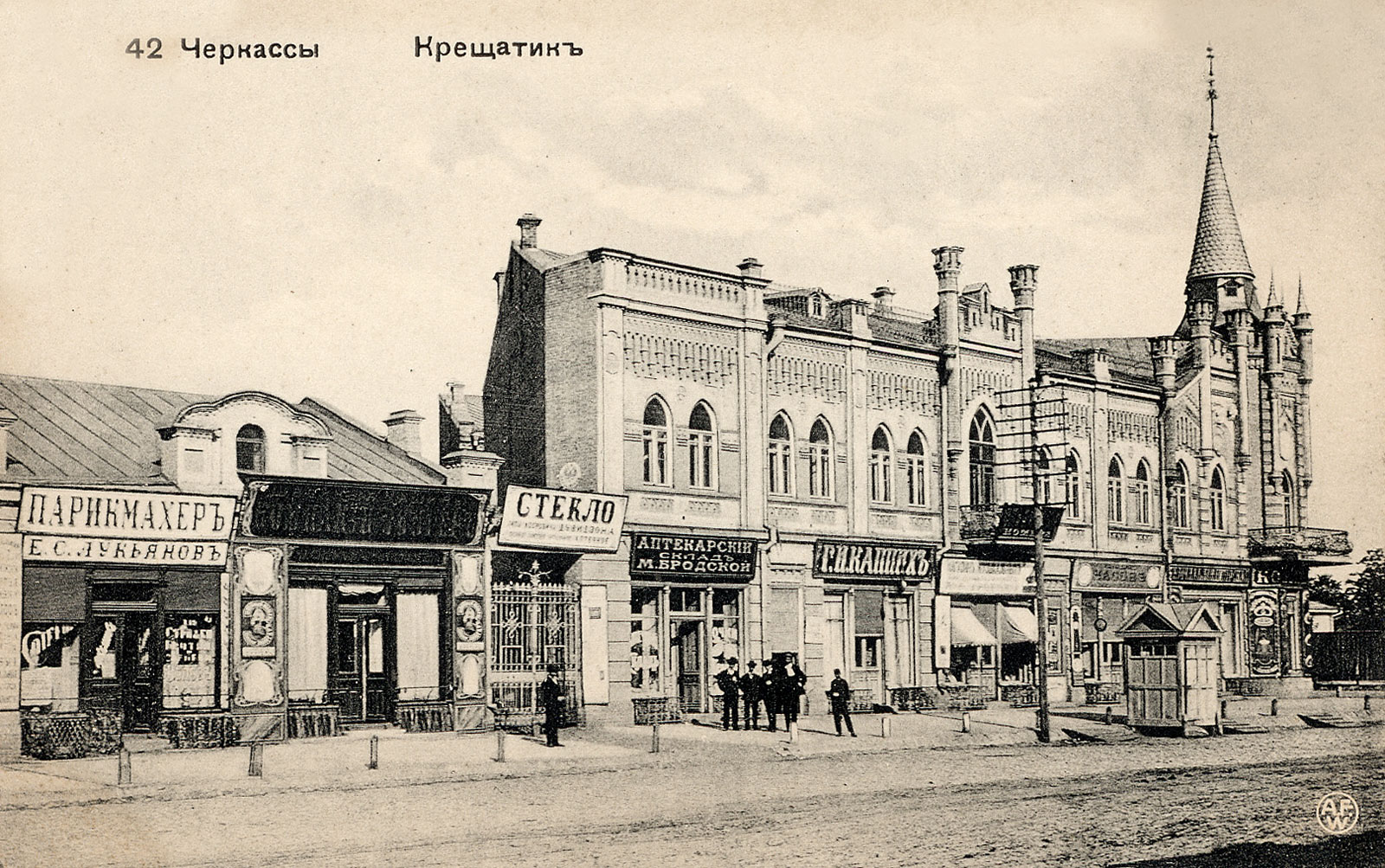
Здание в начале XX века

В начале XX века в здании располагалась гостиница «Славянская», а на первом этаже — кондитерская «Константинополь» и часовой магазин. Гостиница была известна шикарными интерьерами в венском стиле, с узорным паркетом и лепными потолками. В 1915 году в «Славянской» останавливался Фёдор Шаляпин, с ним связана городская легенда о кошке, вернувшей певцу пропавший было голос. В годы советской власти гостиница получила название «Днепр», здесь также располагалась нотариальная контора, юридическая консультация и другие учреждения. К концу XX века здание сильно обветшало, его восстановлением занимался Укрсоцбанк, открывший в нём Черкасское областное отделение. Именно тогда его покрасили в ярко-голубой цвет.
Эклектичная архитектура Голубого дворца имеет черты готического стиля. Угол двух богато украшенных фасадов формируется высокой конической башней в обрамлении нескольких остроугольных башенок поменьше. Ниже башни — широкий балкон с кованной решёткой, характерный, скорее, для классицизма. В то же время стрельчатые окна и башенки-минареты отсылают к зодчеству Ближнего Востока.